# U-four-ia: The Saga
U-Four-ia: The Saga é um jogo de videogame lançado pela Sunsoft em 1991 no Japão e 1992 na Europa e Austrália. Com uma história intrigante, enredo bem formulado e boa jogabilidade, o jogo é um dos mais famosos da plataforma NES e criou uma legião de fãs em todo o mundo. Jogo semelhante ao Metroid e Blaster Master. No Japão, o jogo foi lançado com o nome Hebereke.

## História

### Versão Europeu
Junte-se Bop Louie enquanto ele procura por seus três amigos - Shades, Freeon Leon e Gil - para ajudá-lo a completar sua corrida louca. Não vai ser fácil. Cérebro incompreensível labirintos, armadilhas e ciladas bizarras estão em seu caminho de volta para Ufouria. Você vai confiar em seus amigos para sobreviver neste mundo estranho, mudando. Mas cuidado. É melhor ter os poderes certo para o mundos estranhos que você vai encontrar... ou você perde. Como você faz sua caminhada através de florestas místicas, desertos e oceanos, você vai precisar procurar e destruir criaturas monstruosas cada passo do caminho. Você vai ter os poderes certo na hora certa? Não deixe que as cores da mente zapping e efeitos sonoros stupefying jogá-lo fora. Lembre-se - é apenas um jogo.

### Versão Japonesa
Há muito tempo, Paz estava em seu mundo, agora para este dia, há uma guerra grande. A batalha está envolvendo todo o mundo, porque o espaço-tempo é tão torcida, O mundo começou a desabar.
Todos os heróis são devidas para lutar, eles caíram para a fenda de tempo e espaço. Para todos os que estão em luto, ele finalmente se importa, agora ele decidiu começar a aventura de sua casa original para seu mundo.
Em algum lugar deste mundo, o herói, conhecido como Hebereke, deve encontrar seus três outros colegas: Oh-Chan, Sukezaemon, Jennifer e estão se escondendo. Então, para sobreviver neste mundo estranho, você deve encontrar seus amigos, determinar as habilidades de sua equipe, e todos os três devem aventurar nesse mundo mágico. Para lutar contra um alienígena chamado mastermind Unyo!

## Personagens Principais

### Hebe (Bop-Louie)
Squishy favorito de todos, chefe lançamento, ventosa de escalada boneco gangsta. Pelo menos, é isso que ele é neste jogo particular. Em muitos spinoffs Hebereke, ele mais parece um pinguim anão albino. De qualquer maneira, ele é o personagem principal. Ele se move rápido, bate forte, e sobe... bem, ele não sobe muito bem, mas ele é o único que pode escalar período. Ele tem a tendência de se afogar na água e cair de bunda no chão no gelo, mas mesmo assim, você estará usando-o mais.

### Oh-Chan (Freeon-Leon)
é o personagem mais desvalorizado em todo o jogo. E ele merece. Embora ele é essencial para vencer o jogo, ele é usado principalmente para os inimigos de congelamento para usar como plataformas nas áreas de lava, tornando-se o personagem que você vai se tornar o mais frustrado com. Mesmo Sunsoft não parecem se importar muito para ele, eles trocaram o seu projeto do dinossauro para que um genérico de SD raposa no spinoffs. Muito ruim, porém, porque se houvesse uma coisa boa sobre Freeon, foi a maneira como ele foi animado (especialmente sua animação derrapagem)..

### Sukezaemon (Shades)
Ele pode não parecer tão estranho quanto os outros, mas Shades tem estilo. Bem, não realmente. Mas, além de ser o melhor saltador, Shades tem de longe o mais legal de ataque especial. Após o carregamento, ele bate a cabeça com um martelo, fazendo com que os olhos ao pop fora e em casa para bater todos os inimigos na tela. Infelizmente, dificilmente você vai usar este ataque, como não há mais nada boas sobre ele. No entanto, ele é o único personagem que fez no spinoffs realmente olhando melhor, então ele fez no original.

### Jennifer (Gil)
é de longe o personagem mais legal. Quero dizer, basta olhar para ele. Além de ser o nadador só subaquática (que é a única coisa que tornem as zonas do jogo lava tolerável, há uma grande série de passagens submarinas que lhe permitem dar a volta ao mundo rapidamente), as suas estranhas bombas podem abrir a maioria das novas áreas para o fim do jogo. Gil também mais sofreu com a mudança de design durante a spinoffs, a partir de seu projeto meia-like original para um outro que foi, embora não seja tão mau como os peixes de Olá Kitty, muito pior que o original.